# Lecznica „Pod koniem” w Łodzi
Lecznica „Pod koniem” – lecznica dla zwierząt położona przy ulicy Kopernika 22 w Łodzi.

## Historia lecznicy
Lecznica została otwarta 5 grudnia 1891 roku przez Karola Hugona Warrikoffa (1860–1914; w Łodzi od 1884) oraz Alfreda Kajetana Kwaśniewskiego (łódzkiego weterynarza) wraz z sąsiadującą z nią kuźnią angielską, przy ówczesnej ulicy Milscha 14 (ob. ul. Kopernika 22), w budynku postawionym według projektu architekta Piotra Brukalskiego. Na początku XX wieku działał przy niej także pierwszy szpital dla zwierząt, zaopatrzony (od 1902 roku) w najnowocześniejszy w Polsce sprzęt do podnoszenia i transportowania rannych koni, które do tej pory były uśmiercane w przypadku choroby lub złamania nogi.
Po śmierci (w listopadzie 1914) Hugo Warrikoffa współwłaścicielem Lecznicy stał się jego syn, również weterynarz, Mikołaj.
W początkach okupacji niemieckiej Łodzi podczas drugiej wojny światowej, gdy Polakom nie wolno było prowadzić żadnych firm, Kwaśniewski zrezygnował z pracy i od tamtego czasu właścicielem budynku i Lecznicy był tylko wspomniany Mikołaj Warrikoff. W tym czasie m.in. urzędowo doglądał koni pozostających w dyspozycji żydowskiej administracji łódzkiego getta. W 1944 r. M. Warrikoff został "karnie" wysłany do Jeleniej Góry. Po zakończeniu wojny powrócił do Łodzi, gdzie był dwukrotnie sądzony. Po oczyszczeniu z zarzutów na stałe wyjechał z Łodzi.   
W 1947 lecznica została nieprawnie upaństwowiona. W 1971 r. budynek Lecznicy został wpisany do rejestru zabytków pod numerem A/314 z 20.01.1971.
Syn Mikołaja, Alexander (prawnik, deputowany do Bundestagu 1983-1994) w końcu lat 80. XX w. zetknął się w Niemczech z łodzianinem - Adamem Górskim, który namówił go do zainteresowania się Lecznicą ojca. Z miejscowych księgach wieczystych wynikało, że Mikołaj nadal widnieje jako właściciel budynku i dalej działającej w nim Lecznicy. W 1991 r., zaproszony do Łodzi przez łódzkie środowisko weterynaryjne na obchody 100-lecia Lecznicy, podarował aparat rentgenowski do prześwietlania zwierząt. W tym czasie podjął też starania w kierunku wejścia w prawa spadkobiercy. Zakończyły się one sukcesem w r. 1997. 

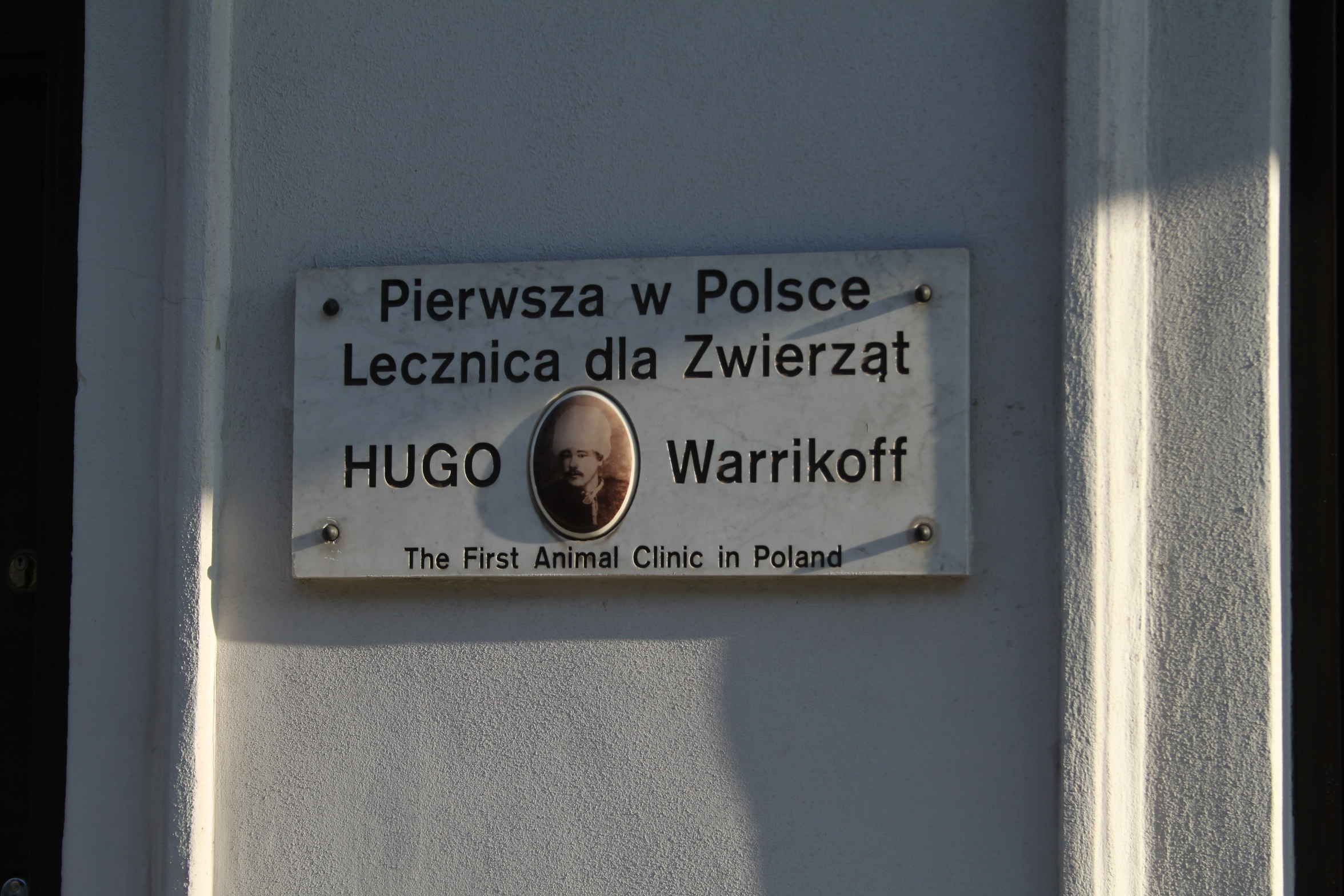
Tablica informacyjna na ścianie obok wejścia do Lecznicy (wrzesień 2018)

W 2016 r. Alexander Warrikoff został uhonorowany odznaką "Za Zasługi dla Miasta Łodzi". Zmarł w 2020 r., ale Lecznica dalej pozostaje w posiadaniu jego rodziny.   

## Historia budynku
Budynek powstawał w dwóch etapach: pierwsza, parterowa część, powstała w 1894 roku, a kilka lat później dobudowano drugą, z charakterystyczną wieżą. Na parterze znajdowały się biura, laboratorium oraz kuźnia, w której podkuwano konie (działająca do 1948 roku). W podwórzu zaś znajdowały się stajnie i boksy dla koni.

## Koń
Na szczycie budynku znajduje się metalowy koń naturalnej wielkości. Wspomniany jest on przez Juliana Tuwima w Kwiatach polskich, gdzie prosi on aby konia: "Uznało miasto za zabytek". W 1955 prośbę Tuwima podtrzymał Tadeusz Chróścielewski, który złożył wniosek o uznanie konia za zabytek.
Figura konia prawie nieprzerwanie znajduje się na dachu budynku lecznicy. W latach 70., z powodu ułamania nogi przez wandala, została zdjęta i przewieziona do rzeźni miejskiej przy ul. Inżynierskiej, gdzie w miejsce ułamanej kończyny przyspawano kawałek stalowej rury. W 1995 roku została zdjęta w celu wykonania renowacji i w 1996 powróciła na swoje miejsce. Kolejną renowację przeprowadzono latem 2013 roku.